# David Bernhardt
David Longly Bernhardt (Rifle, Colorado, 17 d'agost de 1969) és un advocat, lobbista i administrador del govern estatunidenc. Des de l'11 d'abril de 2019 exerceix com a secretari d'Interior dels Estats Units del govern del president Donald Trump.
Soci i accionista del bufet d'advocats de Colorado Brownstein Hyatt Farber Schreck, va començar a treballar per al Departament de l'Interior dels Estats Units el 2001, i va exercir com a advocat del departament de 2006 a 2009, entre altres funcions.
El 28 d'abril de 2017, el president Donald Trump el va nomenar subsecretari de l'Interior dels Estats Units, cosa que fou ratificada pel Senat dels Estats Units el 24 de juliol de 2017. Va prendre possessió del seu càrrec l'1 d'agost de 2017. El 2 de gener de 2019, després de la renúncia de l'aleshores secretari d'Interior, Ryan Zinke, va ser designat com a secretari interí. El 4 de febrer, el president Donald Trump el va nominar com a secretari d'Interior, i va ser confirmat pel Senat dels Estats Units l'11 d'abril de 2019 per 56 vots a favor i 41 en contra.

## Joventut i educació
Criat a Rifle, Colorado, Bernhardt va ser actiu en la política de Colorado des dels setze anys, quan va presentar el seu cas davant el Consell de la Ciutat de Rifle per a no recaptar impostos sobre videojocs en un centre per a adolescents que estava començant a la seva ciutat natal. Va obtenir la seva llicenciatura a la Universitat del Nord de Colorado el 1990. Mentre estava a la Universitat del Nord de Colorado, va sol·licitar i va rebre una beca de pràctiques a la Cort Suprema dels Estats Units. Es va graduar amb honors a la Facultat de Dret de la Universitat George Washington el 1994. Va ser admès en el Col·legi d'Advocats de Colorado a finals d'aquell any.

## Carrera

### Inici de la carrera jurídica
Va començar la seva carrera com a advocat a Colorado. Va treballar des de molt d'hora per al membre de la Cambra de Representants dels EUA Scott McInnis, un republicà de Grand Junction. Va treballar per McInnis durant la dècada de 1990, i després, l'any 1998, es va associar amb Brownstein Hyatt i Farber, una firma d'advocats i lobby de Denver.

### Procurador el Departament de l'Interior
Va començar treballant per al Departament de l'Interior dels Estats Units (DOI) l'any 2001. A principis de la seva carrera al DOI, va ser subcap de personal i conseller de la llavors secretària de l'Interior Gale Norton. i també va ser director d'assumptes legislatius i congressionals al DOI. Més tard es va convertir en advocat del DOI, després de confirmació unànime del Senat dels Estats Units. També va ser Comissionat dels Estats Units davant la Comissió de Límits Internacionals dels Estats Units i el Canadà.
Bernhardt va exercir com a procurador al Departament de l'Interior dels Estats Units de 2006 a 2009. El president George W. Bush el va nominar al novembre de 2005, subjecte a la confirmació del Senat. Era procurador adjunt del DOI en aquell moment. Bernhardt va prestar jurament al novembre de 2006, després d'haver estat confirmat per unanimitat pel Senat.

### Subsecretari de l'Interior
El 28 d'abril de 2017, Trump va nomenar a Bernhardt com a subsecretari de l'Interior. El seu nomenament va ser elogiat pel llavors secretari d'Interior, Ryan Zinke, així com pels membres de la Cambra de Representants David Valadao de Califòrnia i Scott Tipton de Colorado, i el senador Cory Gardner de Colorado. L'exsecretari de l'Interior, Dirk Kempthorne, també va donar suport a Bernhardt amb els seus comentaris.
El 24 de juliol de 2017, el Senat va confirmar la nominació de Bernhardt per 53 vots a favor i 43 en contra. Va jurar el càrrec l'1 d'agost de 2017.
Durant el mandat de Bernhardt com a subsecretari i secretari interí, el Departament de l'Interior va incrementar substancialment les vendes de combustibles fòssils en terrenys públics i va iniciar un programa de desregulació.

## Vida personal
Viu en Arlington, Virginia, amb la seva dona Gena i dos fills. Bernhardt és caçador i pescador.